# Ceraso
Ceraso là một đô thị (comune) thuộc tỉnh Salerno trong vùng Campania của Ý. Ceraso có diện tích 45,95 km2, dân số là 2501 người (thời điểm 2001).
Ceraso có 6 làng (frazioni): Massascusa, Metoio, Petrosa, Santa Barbara, San Biase và San Sumino.